# کنان بارگان
کنان بارگان (یونانی: Κενάν Μπαργκάν؛ زادهٔ ۲۵ اکتبر ۱۹۸۸) بازیکن فوتبال اهل یونان است.
از باشگاه‌هایی که در آن بازی کرده است می‌توان به باشگاه فوتبال پانیونیوس و باشگاه فوتبال ویرا اشاره کرد.